# Pettyeshasú borbélymadár
A pettyeshasú borbélymadár (Capito niger) a madarak (Aves) osztályának harkályalakúak (Piciformes) rendjébe, ezen belül a bajuszosmadárfélék (Capitonidae) családjába tartozó faj.

## További információk

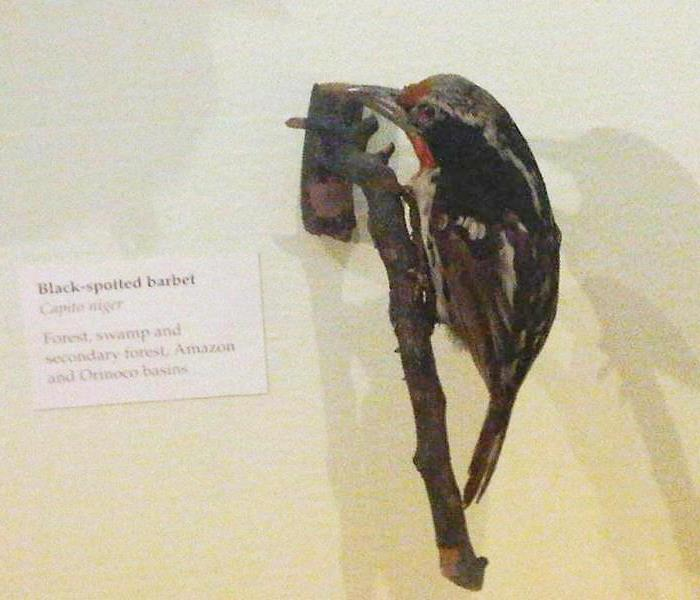
Kitömött példány a londoni Természettudományi Múzeumban

## Rendszertana
Korábban az Amazonas-medence déli és nyugati részein élő Capito auratust, a pettyeshasú borbélymadár alfajának tekintették. De manapság, a madár elnyerte az önálló faj rangot.

## Előfordulása
A pettyeshasú borbélymadár elterjedési területe Dél-Amerika északkeleti erdeiben van. Előfordulásának déli határát az Amazonas, nyugati határát a venezuelai Branco-folyó képezi. A következő országokban található meg: Venezuela, Brazília (Amapá, Pará, Roraima), Francia Guyana, Suriname és Guyana.

## Alfajai
- Capito niger amazonicus
- Capito niger arimae
- Capito niger aurantiicinctus
- Capito niger hypochondriacus
- Capito niger intermedius
- Capito niger niger
- Capito niger nitidior
- Capito niger novaolindae
- Capito niger orosae
- Capito niger transilens

### Fordítás
- Ez a szócikk részben vagy egészben  a   Black-spotted Barbet című angol Wikipédia-szócikk ezen változatának fordításán alapul.  Az eredeti cikk szerkesztőit annak laptörténete sorolja fel. Ez a jelzés csupán a megfogalmazás eredetét és a szerzői jogokat jelzi, nem szolgál a cikkben szereplő információk forrásmegjelöléseként.